# مريم عبد الوهاب
مريم عبد الوهاب، ممثلة وفنانة تشكيلية مصرية فلسطينية

## عن حياتها
ولدت في الأسكندرية، وهي من أب مصري وأم فلسطينية حيث أن والدها هو الفنان التشكيلي مصطفى عبد الوهاب وامها الفنانة أسمهان توفيق، درست في الكويت في المدرسة الاميركية واكملت تعليمها في مصر حتى تخرجت في «كلية الفنون الجميلة»، وبأضافة إلى عملها كممثلة فهي مصورة فوتوغرافية وفنانة تشكيلية.

## أعمالها

### في التلفزيون
| سنة الإنتاج | المسلسل        | الشخصية |
| ----------- | -------------- | ------- |
| 2008        | فضة قلبها أبيض | سحر     |
| 2015        | تورا بورا      | إيدن    |

## روابط خارجية
- مريم عبد الوهاب على موقع قاعدة بيانات الأفلام العربية